# Víctor González Jr.

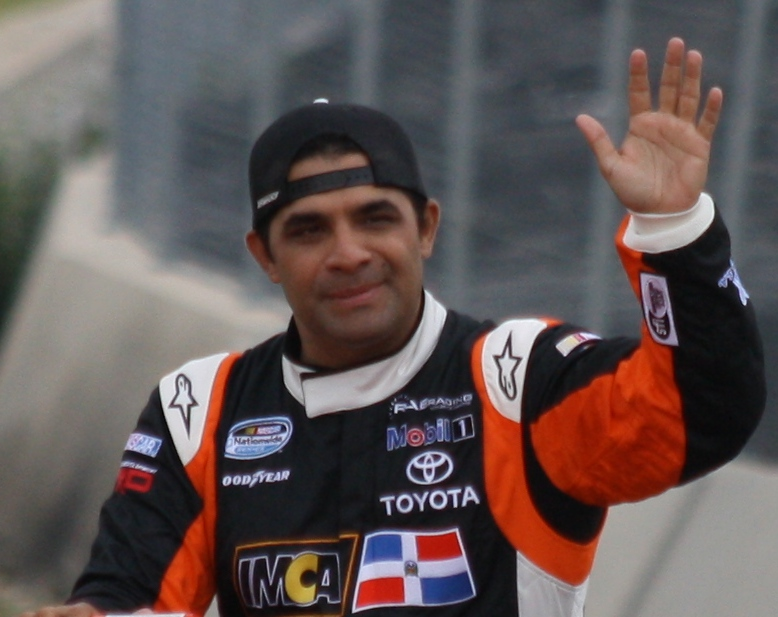
Victor Gonzalez Jr. fotografiado en 2012.

Víctor González, Jr. (18 de julio de 1975, San Juan, Puerto Rico) es un piloto de automovilismo puertorriqueño. Actualmente compite en NASCAR, donde en 2009 se convirtió en el primer piloto de Puerto Rico en competir en una serie nacional de NASCAR.

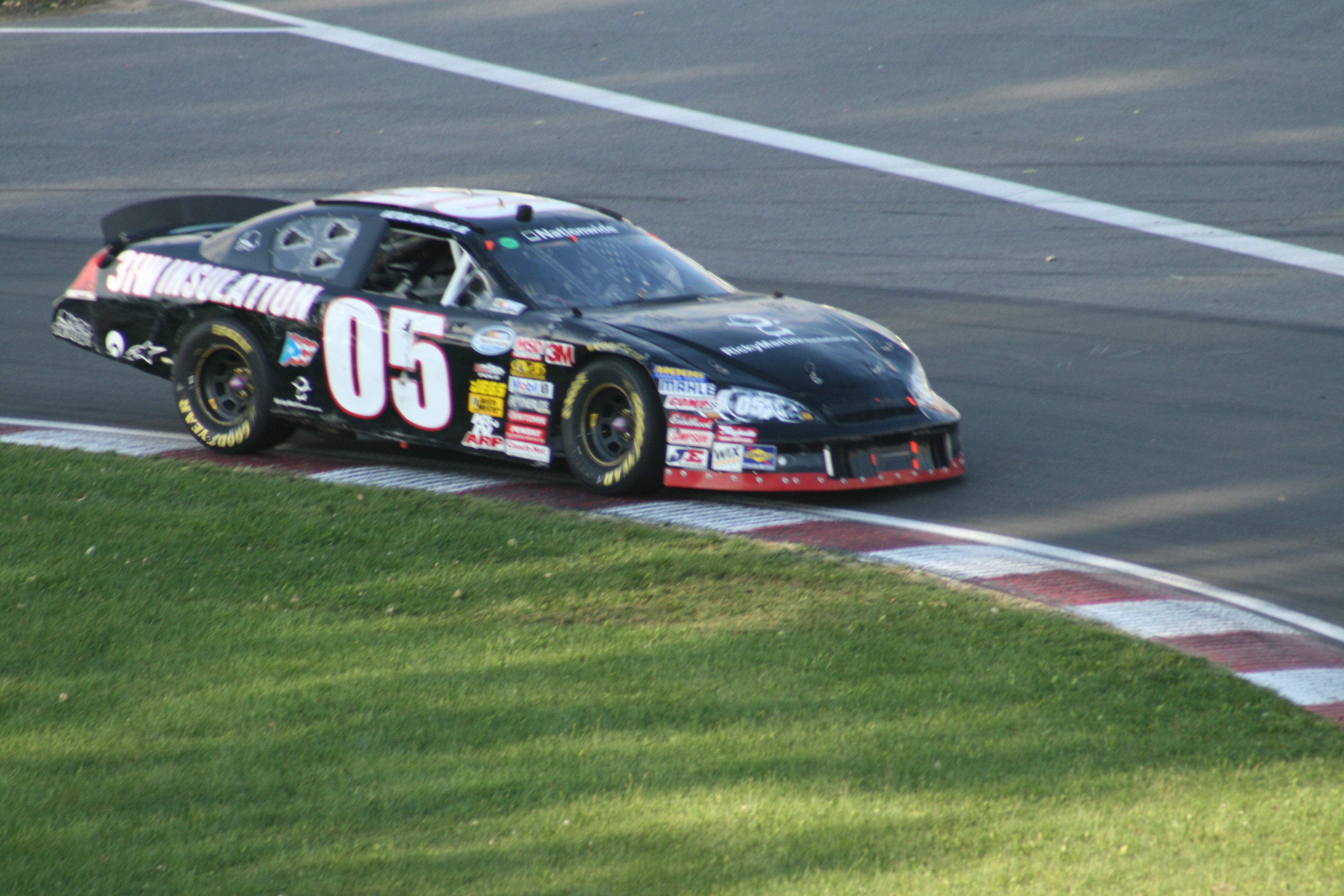
Gonzalez Jr. en la calificación para los NAPA Auto Parts 200 de 2010 en el Circuito Gilles Villeneuve en Montreal.

## Carrera
González comenzó su carrera deportiva en 1990 en el showroom stock cars en su natal Puerto Rico, pasó varios años compitiendo en automóviles de turismo, antes de pasar a los monoplazas en 1997, compitiendo en Barber Dodge Pro Series por dos años, entonces, después de dos años en GTS Cup de la República Dominicana, pasó al Formula Atlantic en 2002, donde compitió en el evento de Long Beach, terminando 21. En 2003 regresó a la serie Barber Dodge, donde terminó 20.º en la clasificación, logrando un segundo lugar después de ganar la pole en Milwaukee Mile como mejor resultado. Él estableció una reputación como un buen conductor en autódromos, y se convirtió en el único piloto de Puerto Rico en convertirse en un instructor en la Skip Barber Racing School.
En 2005 y 2006, González compitió en las 24 Horas de Daytona, compartiendo la conducción de un Porsche 911 para el equipo Sahlen. Terminó noveno en la clase Gran Turismo en ambos eventos.
González hizo su debut en la NASCAR en 2009, para la carrera en el Circuito Gilles Villeneuve de la Nationwide Series, a bordo del Ford n.º 05 para Day Enterprises. Se convirtió en el primer piloto de Puerto Rico en competir en un evento de una serie nacional de NASCAR; acabó 14.º en su debut.
González regresó a la n.º 05 en cuatro carreras de la Nationwide en 2010, haciendo su debut en óvalos en el Phoenix International Raceway; su mejor resultado del año llegó en Montreal, donde terminó 16.º. En 2012, González regresó a la Nationwide Series, a bordo del Toyota n.º 99 para RAB Racing en Road America en junio, donde terminó 17, y en Watkins Glen International en agosto, donde terminó 16.º.
En abril de 2013, se anunció que González haría su debut en Copa NASCAR, conduciendo el Chevrolet n.º 36 para Tommy Baldwin Racing en las carreras de Sonoma Raceway y Watkins Glen International. Sin embargo, logró terminar en el 37.º y 41.er lugar respectivamente en esas carreras.
González disputará el Campeonato Global de Rallycross 2015 con el equipo de Rhys Millen.